# Al-Jumu'ah
Al-Jumu'ah (Il Venerdì) è la sessantaduesima Sura del Corano, una sura medinese composta da 11 versetti. Il nome della sura deriva dal giorno sacro della settimana per i musulmani, il venerdì, che è anche il giorno della preghiera congregazionale. La sura si focalizza sull'importanza del venerdì, sull'invio del Profeta Muhammad e sulla guida che egli porta, oltre a trattare l'atteggiamento dei credenti nei confronti delle preghiere e delle attività mondane.

## Contenuto

### La Glorificazione di Allah e l'Invio del Messaggero
Versetti 1-4: La sura inizia con la glorificazione di Allah, il Sovrano, il Santo, l'Onnipotente, il Saggio. Si parla dell'invio del Profeta Muhammad, descritto come colui che recita i segni di Allah, purifica i credenti e insegna loro il Libro e la saggezza. Si sottolinea come questo sia un grande favore di Allah.

### L'Esempio degli Ebrei
Versetti 5-6: Si presenta l'analogia degli ebrei che, non praticando ciò che è stato loro rivelato, sono paragonati a un asino che porta libri senza comprenderne il valore. Si critica la loro pretesa di essere i favoriti di Allah se non temono la morte.

### L'Importanza del Venerdì
Versetti 7-10: Si afferma che la morte è inevitabile e raggiungerà chiunque, anche quelli che la temono di più. I credenti sono esortati a partecipare alla preghiera del venerdì e a lasciare tutte le occupazioni mondane per ricordare Allah. Dopo la preghiera, è permesso tornare ai propri affari, ma sempre ricordando Allah affinché possano prosperare.

### L'Attitudine Corretta verso la Preghiera e le Attività Mondane
Versetti 11: Si conclude la sura con una critica a coloro che abbandonano la preghiera del venerdì per cercare guadagni mondani o divertimenti. Viene ribadito che ciò che è presso Allah è meglio dei piaceri temporanei del mondo.

## Analisi
La Sura Al-Jumu'ah offre insegnamenti fondamentali sull'importanza della preghiera del venerdì, la centralità del ricordo di Allah e il ruolo del Profeta Muhammad come guida per i credenti. Attraverso l'analogia con gli ebrei e la critica alla loro mancanza di pratica, la sura sottolinea l'importanza di vivere secondo gli insegnamenti rivelati e non solo di possederli.
Inoltre, la sura esorta i credenti a partecipare alla preghiera congregazionale del venerdì, abbandonando temporaneamente le attività mondane per ricordare Allah. Questo equilibrio tra vita spirituale e vita mondana è essenziale per il benessere e la prosperità dei credenti. La sura, quindi, funge da guida per una vita di devozione, equilibrio e consapevolezza della superiorità dei valori spirituali rispetto ai piaceri temporanei del mondo.